# 周红玲
周红玲（1968年—），上海人，汉族，中华人民共和国政治人物、第十一届全国人民代表大会上海地区代表。
毕业于上海交通大学热物理工程专业，担任上海航天动力机械研究所主任设计师。2008年起担任全国人大代表。